# 봉가니 쿠말로
봉가니 산딜레 쿠말로(영어: Bongani Sandile Khumalo, 1987년 1월 6일 ~ )는 남아프리카 공화국의 전 축구 선수이며, 포지션은 센터백이었다.

## 국가대표팀
쿠말로는 2010년 FIFA 월드컵에서 프랑스와의 조별 리그 최종전에서 팀의 선제골이자 자신의 A매치 데뷔골을 넣고 2대 1 승리를 이끌었지만, 멕시코한테 골득실차에서 밀리면서 팀은 개최국 사상 처음으로 조별 리그에서 탈락하고 말았다.